# Toru Ito
Toru Ito (伊藤 透 Ito Toru?) (Saku, Nagano; 24 de diciembre de 1975), más conocido por su nombre artístico Toru Owashi, es un luchador de sumo y lucha libre profesional japonés. Owashi es famoso por sus apariciones en Toryumon y Dramatic Dream Team, donde se encuentra actualmente.
Owashi fue miembro de la empresa Soul Connection, y es fundador y director de Owashi Pro Wrestling, empresa que celebra programas sólo esporádicamente.

## Carrera
Owashi trabajó como luchador de sumo de 1993 a 1999, al igual que su padre y su abuelo. Su shikona fue Asaito (朝伊藤 Asaito?), pero poco después lo cambió a Asawashi (朝鷲 Asawashi?, Águila del Alba) en honor a su padre, quien había usado el nombre Owashi (大鷲 Owashi?, Águila Real). Debido a una lesión de rodilla, Ito debió retirarse, decantándose por la lucha libre profesional como nueva ocupación.

### Toryumon (2000-2004)
Toru, después de recibir entrenamiento en Último Dragón Gym, debutó poco después en la empresa anexa Toryumon Mexico en septiembre de 2000, derrotando a Masato Yoshino. Ito, un luchador mucho más grande y pesado que el resto de los estudiantes del Gym, se destacó como uno de los mayores competidores de la empresa, y cambió su nombre a Toru Owashi (大鷲 透 Owashi Toru?) a principios de 2001, recordando el pasado de sumo de su familia. Teniendo una serie de victorias contra luchadores como Shuji Kondo y Jun Ogawauchi, Owashi se perfiló como un poderoso heel solitario, y fue transferido con el resto de su clase a Toryumon 2000 Project (T2P), donde predominaba el uso de un estilo de lucha libre técnica y de llaveo. Allí entró en un feudo con Syachihoko Machines, a quienes Toru solía derrotar continuamente y con facilidad. El mismo año, Owashi ganó la Young Dragons Cup 2001 después de vencer a KAWABATA y Shuji Kondo.
A finales de 2002, cuando los luchadores de T2P entraron en un feudo de marcas con los de Toryumon Japan e intercalaron apariciones en una y otra para enfrentarse entre ellos, Owashi se enemistó con SUWA, consecuentemente enfrentándose con el grupo Crazy MAX (CIMA, SUWA, TARU, JUN & Don Fujii). Cuando finalmente T2P fue absorbida dentro de Toryumon Japan, una rebelión en el grupo Italian Connection produjo la salida de Condotti Shuji, YASSINI y Bakery Yagi, quienes fueron a aliarse con Toru. El grupo resultante, que ganó el UWA World Trios Championship contra los restos de Italian Connection, sería llamado Giants, y tendría a Yagi y Boxer como miembros provisionales, aunque fueron sistemáticamente atacados y expulsados. Al poco tiempo, el trío recibiría a Shogo Takagi como nuevo miembro -a pesar de haber sido atacado por ellos bajo la máscara de Boxer- y pasaría a llamarse Hagure Gundan, entrando en confrontación con otros los otros dos grandes grupos, Crazy MAX y Shin M2K (Masaaki Mochizuki, Dragon Kid, Second Doi & Kenichiro Arai). Hagure Gundam consiguió numerosas victorias contra estas facciones, y a principios de 2004, Masaaki Mochizuki traicionó a su equipo para unirse a Toru y sus aliados, cambiando el nombre del grupo al de Aagan Iisou e invitando a Takuya Sugawara a unirse. En abril, Owashi compitió en el torneo El Número Uno 2004, pero fue derrotado en los cuartos de final por CIMA, y un mes más tarde, Aagan Iisou perdió el UWA World Trios Championship ante los antiguos miembros de Shin M2K. Posteriormente, Shuji Kondo y Mochizuki comenzaron a discutir sobre quién era el auténtico líder de Aagan Iisou, enfrentamiento que culminó con la expulsión de Masaaki.

### Dragon Gate (2004)
Después de la ida de Último Dragón de la empresa, Toryumon Japan fue renombrado Dragon Gate, contratando a gran parte de los antiguos luchadores de Japan. Sin embargo, a finales de 2004, todo Aagan Iisou (Shuji Kondo, YASSHI, Takuya Sugawara, Owashi & Shogo Takagi) fue despedido de Dragon Gate por razones desconocidas, si bien se aclaró oficialmente que uno o varios de sus miembros habían cometido un inespecífico acto de conducta poco profesional durante uno de los eventos.

### Osaka Pro Wrestling (2004-2005)
A su salida de Dragon Gate, Owashi fue contratado por Osaka Pro Wrestling, donde tuvo una larga racha de victorias en combates individuales. Además, hizo equipo con Black Buffalo -otro heel- para competir en el Osaka Tag Festival 2005, pero fueron eliminados en la semifinal por Super Dolphin & Tigers Mask. La alianza de Toru y los heels de OPW continuó durante el resto de 2005, con Owashi participando sin éxito en el Tennozan 2005 al ser derrotado por Super Dolphin en la final.

### Dragondoor (2005-2006)
En abril de 2005, los miembros de Aagan Iisou se unieron a Noriaki Kawabata y a multitud de luchadores de Toryumon descontentos con Dragon Gate para crear la empresa Dragondoor. En ella, Aagan Iisou fue presentado como el grupo heel de la promoción, en oposición a la facción face de Taiji Ishimori; sin embargo, resultó que Kondo y su grupo recibían toda la acogida de los fanes, mientras que Ishimori no lograba conectar con ellos, así que el transcurso de Dragondoor fue más bien extraño. Owashi y Shogo tomaron un rol secundario aparte de Kondo, YASSHI y Sugawara, y debido a la corta duración de Dragondoor, no llegaron a competir todos en el mismo combate. En su primer combate en la empresa, Owashi derrotó a Kagetora, líder de otro grupo heel llamado STONED. Poco después, Toru entró en un corto feudo con Toshiaki Kawada, en el que Owashi fue finalmente derrotado. Poco después, la empresa cerró.

### Pro Wrestling El Dorado (2006-2008)
Tras el cierre de Dragondoor, gran parte del plantel formó parte de la nueva encarnación de la empresa, Pro Wrestling El Dorado. Allí, Aagan Iisou entró en un feudo con STONED (KAGETORA, Brahman Kei, Brahman Shu & Manjimaru), ya que Takuya Sugawara había comenzado a hacer equipo con KAGETORA y a causa de ello ambos grupos intentaban ganarse su lealtad. Al final, Sugawara traicionó a sus antiguos aliados de Aagan Iisou y se unió a STONED, pero expulsando a KAGETORA de la facción y autoproclamándose líder, renombrando el grupo como Hell Demons. Tras ello, Aagan Iisou fue disuelto, y Toru, ahora face, se encontró formando equipo con Banana Senga para competir en la Treasure Hunters Tag Tournament 2006, pero siendo derrotados en la primera ronda por Mototsugu Shimizu & Manjimaru.
Al cabo del tiempo, después de que se ordenase que el roster de El Dorado se agrupara en grupos, Owashi fue reprendido por el director Noriaki Kawabata por hallarse lesionado y no poder formar un stable, por lo que Noriaki le amenazó con despedirle; sin embargo, Bear Fukuda y Banana Senga salieron en su defensa y formaron con él la facción Animal Planets, a la que más tarde se unirían también Shogo Takagi, Nobutaka Araya, Kota Ibushi, KAGETORA y CHANGO, entre miembros estables y ocasionales. En febrero de 2008, Takuya Sugawara -quien había sido a su vez traicionado por los miembros de Hell Demons- se unió al grupo y Toru, Araya y él ganaron el vacante UWA World Trios Championship ante Hell Demons. El título sería vacado de nuevo poco después, debido a la ida de Araya. Más tarde, Toru participó en la Greatest Golden League 2008, pero fue derrotado en la semifinal por Shuji Kondo. Tras ello, El Dorado Wrestling cerró, y Owashi fue liberado de su contrato.

### All Japan Pro Wrestling (2007)
En febrero de 2007, Owashi apareció en All Japan Pro Wrestling haciendo equipo con Akebono para derrotar a Johnny Dunn & SUMO RIKISHI en un combate de antiguos luchadores de sumo. Un mes más tarde, Toru compitió en el torneo Champion Carnival 2007, enfrentándose a luchadores de la talla de Keiji Muto, Taiyo Kea y Kensuke Sasaki, pero sin conseguir victorias.
En diciembre, Owashi haría su retorno a AJPW, haciendo equipo con su compañero de Animal Planets Nobutaka Araya para participar en el Real World Tag League 2007. De nuevo, el equipo con consiguió victorias significativas, y no logró ganar el torneo.

### Dramatic Dream Team (2007-2010, 2012-presente)
A finales de 2007, Owashi comenzó a luchar en Dramatic Dream Team, donde finalmente fue contratado a tiempo completo en 2008. 
En diciembre de 2010, Toru se retiró informalmente de la lucha libre después del nacimiento de su primer hijo, haciendo apariciones muy de cuando en cuando y dedicándose mayormente a tareas de road agent.
En mayo de 2012, Owashi hizo su retorno a DDT cuando se emitió un vídeo en el que Danshoku Dino acudía al bar regentado por Toru para pedirle volver, a lo que éste se negó, si bien con cierta reticiencia; sin embargo, después de una cómica intervención de su madre (kayfabe), Owashi fue convencido de hacer su retorno y apareció en el siguiente evento de DDT, siendo elegido general manager de DDT en sustitución de Michael Nakazawa.

## En lucha
- Movimientos finales
  - Asama Yama[1] / Oden Splash[8] (Frog splash)[1][2]
  - Homicidal Powerbomb[1] / Nectar Bomb[9] (Standing powerbomb)
  - Senshuuraku-Gatame[2] (Inverted Indian deathlock cutthroat)[n. 1] - 2000-2003, aún usado esporádicamente
  - Running chokeslam[2]

- Movimientos de firma
  - Jorge Clutch[8] (Arm trap somersault reverse prawn pin)
  - Big boot[10]
  - Boston crab
  - Crucifix driver[11]
  - Diving senton[8] - 2010; adoptado de Dick Togo
  - Dragon screw
  - Dropkick
  - Elevated surfboard[12]
  - Enzuigiri[10]
  - Jumping leg drop[10][11]
  - Múltiples palm strikes[10]
  - Rolling kip-up
  - Running corner body avalanche
  - Running lariat[10][11]
  - Scoop slam
  - Side headlock
  - Vertical suplex[10][11]

- Mánagers
  - TARU

- Apodos
  - "The Power Fighter of T2P"[13]

## Campeonatos y logros
- Dramatic Dream Team
  - DDT Iron Man Heavymetalweight Championship (1 vez)
  - DDT KO-D Openweight Championship (1 vez)
  - DDT KO-D Tag Team Championship (2 veces) - con HARASHIMA
  - KO-D 6-Man Tag Team Championship (1 vez) - con Sanshiro Takagi & Akebono
  - DDT Jiyugaoka 6-Man Tag Team Championship (1 vez) - con Durian Sawada JULIE & Mango Fukuda
  - UWA World Trios Championship (1 vez) - con HARASHIMA & Yukihiro Abe

- Pro Wrestling El Dorado
  - UWA World Trios Championship (1 vez) - con Nobutaka Araya & Takuya Sugawara

- Toryumon
  - UWA World Trios Championship (1 vez) - con Dotti Shuji & YASSHI
  - Young Dragons Cup Tournament (2001)

- Pro Wrestling Illustrated
  - Situado en el N°318 en los PWI 500 de 2006[14]